# NRS 58
NRS 58 was een goederentreinstoomlocomotief van de Nederlandsche Rhijnspoorweg-Maatschappij (NRS), welke daarna ook nog bij de Maatschappij tot Exploitatie van Staatsspoorwegen (SS) heeft dienstgedaan.
De locomotief is in 1866 gebouwd voor een aannemer die de locomotief gebruikte bij de aanleg van de staatslijn K tussen Alkmaar en Zaandam en droeg de naam 'Christine I'.
In 1869 werd de locomotief overgenomen door de NRS en met het nummer 58 in dienst gesteld.
Nadat de NRS in 1890 werd opgeheven, werd het materieel verdeeld over de Hollandsche IJzeren Spoorweg-Maatschappij (HSM) en Maatschappij tot Exploitatie van Staatsspoorwegen (SS), waarbij de 58 aan de SS toe kwam,
die de locomotief het nummer 1058 gaf. In 1917 werd de locomotief afgevoerd.

## Overzicht
| Fabrieksnummer | Bouwjaar | Naam (bij aannemer) | NRS nummer | SS nummer | Uit dienst | Bijzonderheden |  |
| -------------- | -------- | ------------------- | ---------- | --------- | ---------- | -------------- |  |
| 746            | 1866     | Christine I         | 58         | 1058      | 1917       |                |  |